# Hastings-getijdenboek

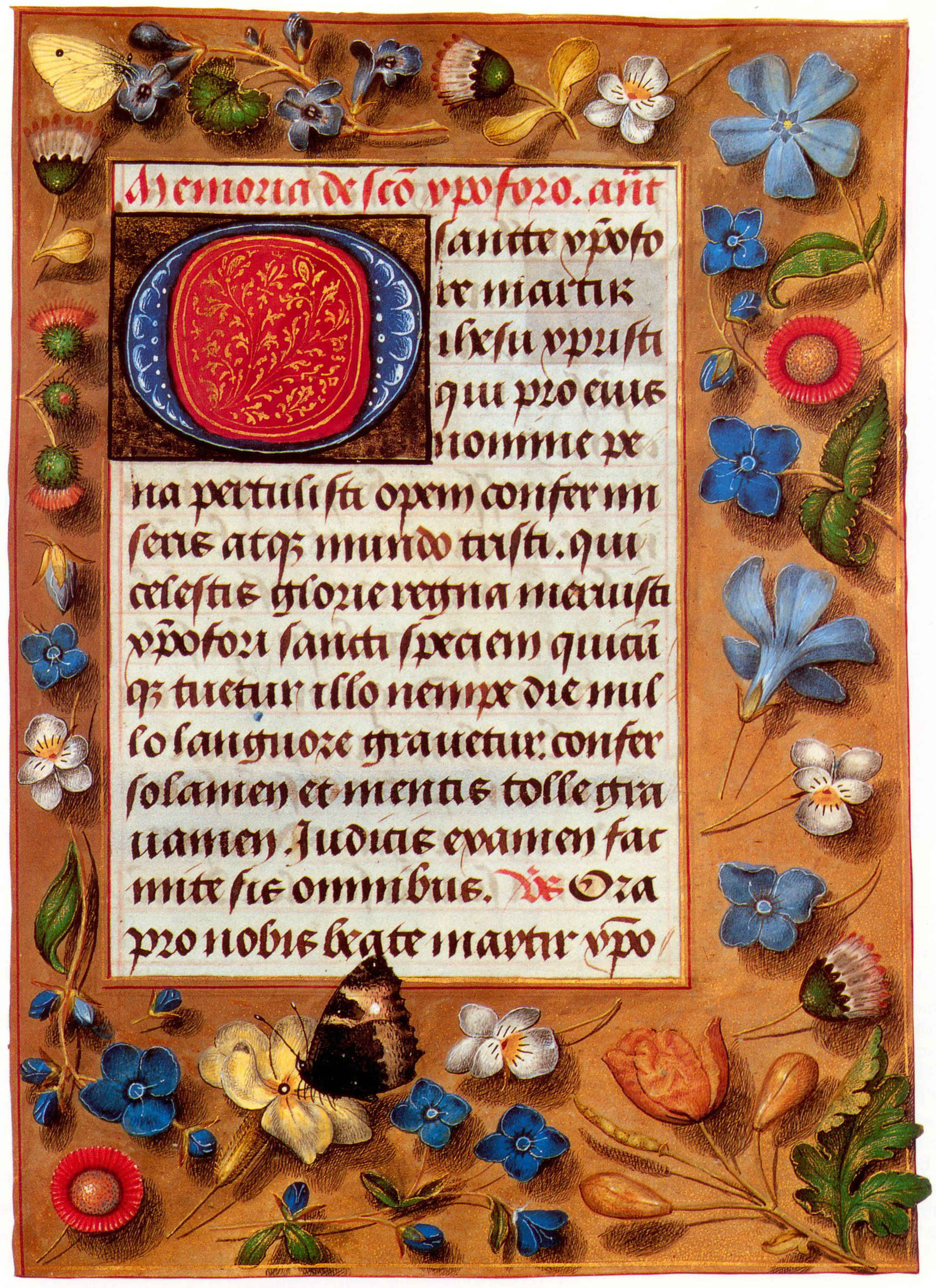
Hastings getijdenboek, Marge en gebed tot de heilige Christoffel

Het Hastings-getijdenboek ook gekend als Hastings Hours is een Latijns getijdenboek op perkament uit de 15de eeuw, bewaard in de British Library als Add. Ms. 54782.

## Geschiedenis
Dit getijdenboek werd gemaakt tussen 1475 en 1483 waarschijnlijk in Gent of Brugge. Het handschrift werd waarschijnlijk besteld door William Lord Hastings, een Engelse edelman, bevriend met koning Eduard IV van Engeland, die hij diende als Lord Chamberlain. Hij werd geëxecuteerd op last van Richard III op beschuldiging van hoogverraad. De executie vond plaats op 13 juni 1483, wat ons meteen de laatste datum voor het vervaardigen van het boek oplevert. Het getijdenboek werd waarschijnlijk besteld bij de Maximiliaan-meester hoewel anderen dit in vraag stellen op basis van onder meer details in de stijl van de margeversiering. Hastings was regelmatig op diplomatieke missie in Vlaanderen en kan daarvan gebruikgemaakt hebben om het boek te bestellen. De wapens van Lord Hastings, omringd met het ordeteken van de kousenband, zijn terug te vinden op de folia 74r en 151r en tweemaal op f184v.
Over de lotgevallen van het boek tussen de 15e en de 20e eeuw is weinig geweten. Het manuscript werd in 1910 gekocht door C. W. Dyson Perrins voor £ 2.200 van de boekhandelaar Bernard Quaritch die het misschien gekocht had van een nazaat van Hastings. Het komt voor in de Perrins cataloog van 1920, maar zijn weduwe Mrs. Perrins besluit het boek niet te verkopen. In 1968 wordt het getijdenboek door haar dochter, Mrs. F. W. M. Perrins, aan de British Library geschonken.

## Vormgeving
Het handschrift meet 166 x 121 mm, het werd geschreven in het Latijn en het gebruik is voor Sarum (Salisbury). Het handschrift bevat 303 folia. Het schrift is een batarde (semi-cursief) en het tekstblok telt 16 lijnen. Het boek werd volledig geschreven door één kopiist.
Belangrijke secties beginnen met een grote initiaal van 6 lijnen hoog, in het rood, goud, blauw en wit op een gouden achtergrond.
Het boek bevatte 39 volblad miniaturen geschilderd op aparte folia die later zijn toegevoegd. Vier miniaturen zijn op de originele katernen geschilderd. De achterkant van de pagina’s met miniaturen werd blanco gelaten. Elke miniatuur heeft een gedecoreerde marge in Gent-Brugse strooiranden, waarvan sommige met acanthus ranken, andere niet. Het is het eerste bekende handschrift waarvan alle marges in die stijl zijn uitgevoerd.
De tekstpagina’s waarmee een belangrijk onderdeel begint, zijn soms gemaakt als een pseudo volbladminiatuur waar de tekstblok overheen geschreven lijkt. Dit is op 4 plaatsen het geval:
- f43r: Aanbidding van de wijzen.[8]
- f54r: Gebeden tot Erasmus in de suffragia. Boottochtje in mei.
- f67r: Gebeden tot Zita van Lucca in de suffragia. Toernooi.
- f126r: Begin van de none van de Mariagetijden. Koninklijke boot

In de andere gevallen is de tegenoverliggende bladzijde van een miniatuur altijd met een Gents-Brugse strooirand versierd, hieraan is trouwens te zien waar miniaturen verdwenen zijn. De zeven verdwenen miniaturen bevonden zich op de folia 13, 26, 45, 46, 47, 52, 61, telkens aan de verso zijde.
Er zijn enkele folia in het begin van het boek die hierop een uitzondering vormen namelijk de folia 38-41v, die deel uitmaken van één katern. Op deze pagina’s begint de tekst van de gebeden onmiddellijk onder de miniatuur. De miniaturen in dit katern tonen de afbeeldingen van Paulus, Leonardus, David van Wales en Hiëronumus. De afwijkende bladspiegel laat vermoeden dat ze later zijn toegevoegd op uitdrukkelijke wens van de opdrachtgever.

## Inhoud
Het handschrift bevat de volgende secties:
- ff 1r-12v: Kalender
- ff 13r-17v: Teksten van de vier evangelisten
- ff 19r-72r: Suffragia
- ff 74r-149v: Getijden van de Heilige Maagd Maria
- ff 151r-183v: Boetepsalmen, Graduaalpsalmen en litanie
- ff 185r-229v: Officie voor de doden
- ff 231r-249r: Gebeden voor de zielen
- ff 251r-264r: Passie psalmen
- ff 266r-275v: De vijftien gebeden van Birgitta van Zweden[10]
- ff 276r-297v: Psalter van Hiëronymus

## Verluchting
De kalender van het getijdenboek is niet verlucht.
Alle heiligen in de suffragia hadden origineel een verluchting meegekregen, maar zes daarvan zijn verloren gegaan. In het huidige handschrift vinden we nog afbeeldingen bij onder meer:
- f18v: Gregoriusmis
- f20v: Drie-eenheid
- f38r: Paulus
- f39r: Leonardus
- f40r: David van Wales
- f41r: Hiëronymus
- f42v: Aanbidding van de wijzen met op de overzijde (f43r) de miniatuur met de geldregen
- f48b: Christoffel van Lycië
- f50v: Antonius van Egypte
- f53v: De marteling van Erasmus met op de tegenoverliggende zijde (f54r) de boottocht
- f55v: De moord op Thomas Becket
- f57v: Nicolaas van Myra
- f59v: Een bijzonder mooi Heilige Maagd met Kind
- f62v: Margaretha van Antiochië met een draak in de kerker
- f64v: Elizabeth van Hongarije deelt aalmoezen uit
- f66v: Zitta van Lucca met op de tweelingpagina een toernooi
- f68v: Catharina van Alexandrië
- f70v: Barbara van Nicomedië

Voor de Mariagetijden werd gebruikgemaakt van de klassieke Vlaamse cyclus met beelden van de geboorte en kindsheid van Jezus:
- f73v: metten, annunciatie
- f85v: lauden, visitatie
- f106v: priem,[11]
- f113v: terts, de aankondiging aan de herders
- f119v: sext, de aanbidding der wijzen
- f125v, none, de opdracht van Jezus in de tempel
- f131v: vespers, de vlucht naar Egypte
- f139v: completen, de moord op de onschuldige kinderen

De miniatuur van de geboorte zou volgens Turner gebaseerd zijn op de Portinari triptiek door Hugo van der Goes.
De boetepsalmen (f150v) worden geopend met een miniatuur van Koning David die bidt tot God en het officie van de doden (f184v) met een miniatuur die een requiem mis voorstelt.
De miniatuur die gebruikt wordt om de gebeden voor de zielen voor te stellen (f230v) heeft een compleet nieuwe iconografie. We zien het firmament waarvan engelen bovenuit stijgen om zielen naar God in de hemel brengen. Dit thema zal later veelvuldig nagevolgd worden
De passiepsalmen worden ingeleid met een miniatuur van de kruisiging (f250v) en de Hiëronymus psalter met een miniatuur die de heilige Hiëronumus voorstelt (f278v). Op folio 279r vindt men ook een gehistoriseerde marge met een toernooi tussen grotesken.
De miniaturen zijn mooi afgewerkt. Het feit dat de kleurschakeringen gebruikt in de margedecoratie meestal perfect aansluiten bij de kleuren gebruikt in de miniaturen, laat vermoeden dat de volledige verluchting van het boek door één enkele miniaturist werd uitgevoerd. Voor de figuranten in Bijbelse of religieuze taferelen gebruikte de kunstenaar de toenmalig in zwang zijnde kledij. Ook achtergrond en architectuur zijn uit de tijd van het handschrift. Voor de oorspronkelijke gebruikers van het handschrift moet dit zeer modern geleken hebben.